# G-Slow
G-Slow(지-슬로우, 본명: 호기성)은 대한민국의 음악 프로듀서이다. High Frequency라는 정규 앨범을 낸 적이 있고, 과거 Liquid Eyez 크루 & 스탠다트 뮤직 레이블 소속이었다. 같은 크루였던 Crucial Star의 앨범에 프로듀싱을 자주 맡았고, 그로 인해 인지도를 높였다. 언터쳐블, 제리케이, 화나 등 여러 뮤지션들의 곡을 프로듀싱하였다.

## 작업 활동
- 정규 1집 High Frequency (2009)
- 디지털싱글 Mad Clown VS Crucial Star 전곡 프로듀싱 (2010)
- 디지털싱글 Born Kim X Pento - Dirty Ghetto Prince 프로듀싱 (2011)
- 디지털싱글 Born Kim X Pento - Danger 프로듀싱 (2011)
- Crucial Star - A Star Goes Up 전곡 프로듀싱 (2011)
- Crucial Star - A Star From The Basement 20곡중 11곡 프로듀싱 (2011)
- Crucial Star - Fall 7곡중 4곡 프로듀싱 (2012)
- Mixtape 'Elsewhere' 발표 (2012)
- 디지털 앨범 PULSE 발표 (2013)
- XXXV - Time to Rock 참여 작/편곡 (2014)
- XXXV - Party never ends 참여 작/편곡 (2014)
- 크루셜 스타 (Crucial Star) - 1집 앨범 Midnight 에 수록된 Same Boy 작/편곡 (2014)

이외에도 수많은 곡들에 참여하였음.

## 소속
- 前 소울컴퍼니
- 前 스탠다트 뮤직 (Standart Music)